# 볼테린 드 클레어

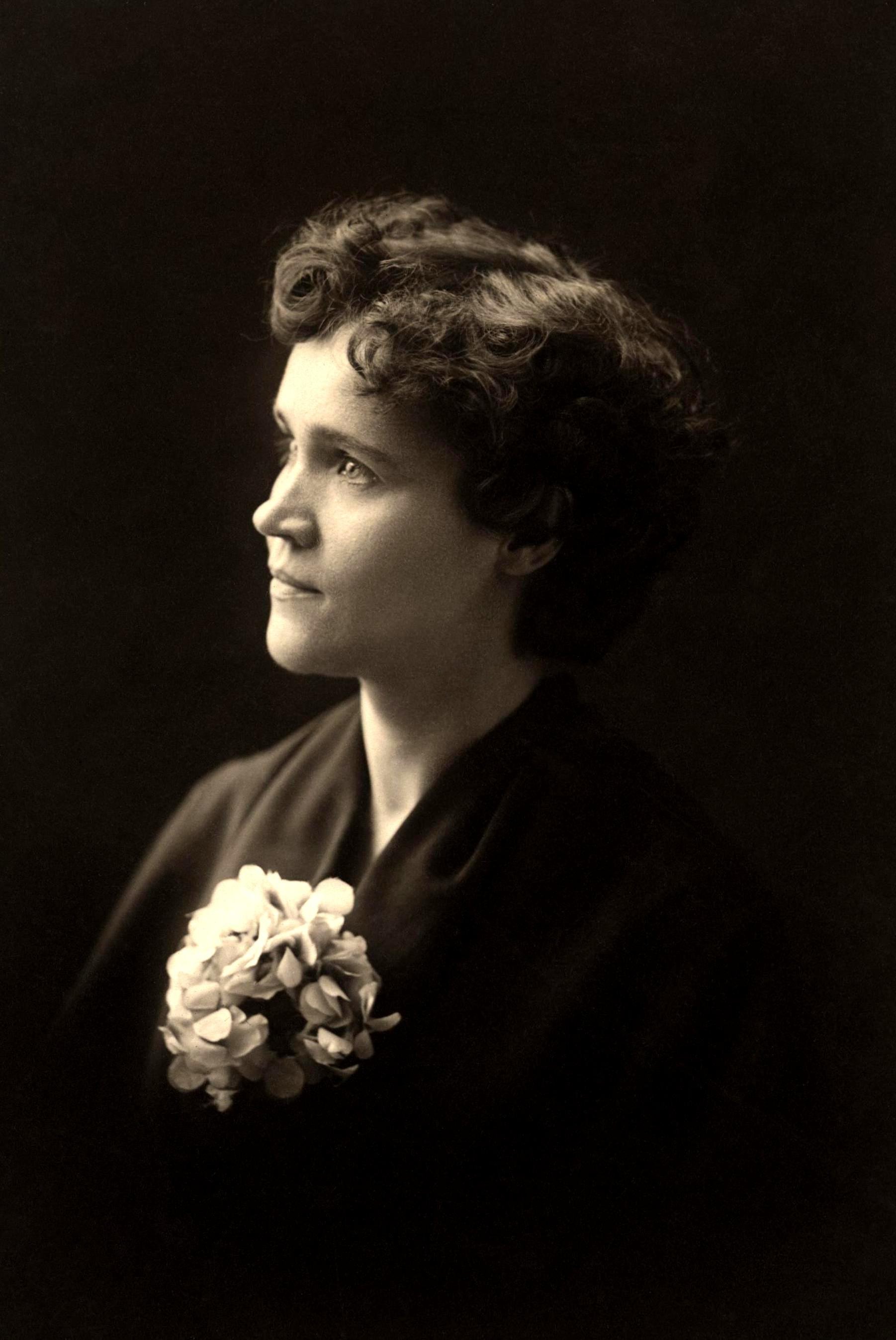
1901년 35세의 볼테린 드 클레어

볼테린 드 클레어(Voltairine de Cleyre, 1866년 11월 17일 ~ 1912년 6월 20일)는 미국의 아나키스트, 여성주의자이다. 국가, 결혼제도, 종교가 여성의 삶을 지배하는 것에 반대했다. 미국의 개인주의적 아나키즘에서 시작하여 상호주의 아나키즘을(프루동) 거쳐 형용사 없는 아나키즘(통합 아나키즘)으로 발전하였다.

## 같이 보기
- 빌 헤이우드
- 엠마 골드만
- 유진 데브스
- 헤이마켓 사건
- 헨리 데이비드 소로
- 벨사살왕의 연회